# 仙洞沟碧岩寺
仙洞沟碧岩寺，位于山西省临汾市尧都区金殿镇峪口村姑射山，是中华人民共和国山西省文物保护单位之一。
2004年6月10日，授予山西省文物保护单位，是一座古建筑。